# Cecilia Biagioli
Cecilia Elizabeth Biagioli (Córdoba, 3 de enero de 1985) es una exnadadora argentina de estilo libre con múltiple récords nacionales. Se especialista en pruebas de fondo y aguas abiertas. Con 39 medallas ganadas, es la nadadora que más podios logró en la historia del Campeonato Sudamericano de Natación.
Participó en cinco Juegos Olímpicos en los que se encuentran los Juegos Olímpicos de Sídney 2000 (donde debutó a los 15 años), y Tokio 2020. En Atenas 2004, compitió en 400m libres y culminó en la posición 19º. En Pekín 2008, también para los 400m libres, llegó a la posición 43°.
En 2009 fue galardonada con el Premio Clarín de Natación y en 2010 y 2020 con el Premio Konex. 
En los Juegos Olímpicos de Londres 2012 fue decimoséptima en los 10 km en aguas abiertas con un tiempo de 2.2:22. En los 800 m libre registró 8:33.97, siendo sexta de su serie y decimosexta en la general.
No pudo clasificarse a los Juegos Olímpicos de 2016, luego de sufrir hipotermia en un clasificatorio previo.
En los Juegos Olímpicos de Tokio 2020 volvió a competir y fue decimosegunda en los 10 km de aguas abiertas, mejorando su marca de 2012. Se convirtió de esta forma en la mujer argentina en participar en la mayor cantidad de Juegos Olímpicos, con cinco juegos.

## Vida personal
Su hermana Romina Biagioli, es una triatleta que compitió en los Juegos Olímpicos de 2020. Su hermano mayor Claudio Biagioli es también nadador y su entrenador.

## Logros
Por medallas en distintos eventos
| Evento                              | Oro | Plata | Bronce | Total |
| ----------------------------------- | --- | ----- | ------ | ----- |
| Juegos Panamericanos                | 1   | 1     | 0      | 2     |
| Campeonato Sudamericano de Natación | 7   | 22    | 10     | 39    |
| Juegos Suramericanos                | 6   | 6     | 7      | 19    |
| Juegos Suramericanos de Playa       | 0   | 2     | 0      | 2     |

## Marcas personales
| Evento            | Tiempo            | Competición                      | Lugar             | Fecha             | Nota              |
| Piscina 50 metros | Piscina 50 metros | Piscina 50 metros                | Piscina 50 metros | Piscina 50 metros | Piscina 50 metros |
| ----------------- | ----------------- | -------------------------------- | ----------------- | ----------------- | ----------------- |
| 400 m Libre       | 4:10.16           | Campeonato Mundial de Natación   | Roma              | 26/07/2009        | RN                |
| 800 m Libre       | 8:33.17           | Trofeo María Lenk                | Río de Janeiro    | 26/04/2012        | RN                |
| 1500 m Libre      | 16:13.84          | Trofeo María Lenk                | Río de Janeiro    | 25/04/2012        | RN                |
| Piscina 25 metros |                   |                                  |                   |                   |                   |
| 200 m Libre       | 1:58.20           | Campeonato argentino de natación | Rosario           | 29/08/2009        | RN                |
| 400 m Libre       | 4:06.66           | Campeonato Argentino de Natación | Rosario           | 27/08/2009        | RN                |
| 800 m Libre       | 8:29.13           | Campeonato Argentino de Natación | Rosario           | 28/08/2009        | RN                |
| 1500 m Libre      | 16:15.85          | Campeonato Argentino de Natación | Santa Fe          | 12/06/2010        | RN                |

- RS:Récord Suramericano.
- RN:Récord Nacional.